# Estados Unidos en los Juegos Panamericanos
Estados Unidos ha participado en los Juegos Panamericanos desde su inauguración en 1951, representado por el Comité Olímpico y Paralímpico Estadounidense.
El país lidera el medallero histórico por amplio margen. Ha ganado todas las ediciones salvo 1951 y 1991, cuando obtuvo el segundo puesto. Se ubica en el primer puesto en numerosos deportes, entre ellos atletismo, natación, tenis y baloncesto.
Durante la Guerra Fría, Estados Unidos mantuvo una intensa rivalidad con Cuba, que representaba al bloque comunista.
Estados Unidos ha sido sede de dos ediciones de los Juegos Panamericanos: Chicago 1959 e Indianápolis 1987.

## Juegos Panamericanos

### Medallero
| Edición             | Oro  | Plata | Bronce | Total |
| ------------------- | ---- | ----- | ------ | ----- |
| Buenos Aires 1951   | 50   | 33    | 19     | 102   |
| México 1955         | 81   | 58    | 38     | 177   |
| Chicago 1959        | 115  | 69    | 52     | 236   |
| São Paulo 1963      | 106  | 56    | 37     | 199   |
| Winnipeg 1967       | 128  | 69    | 47     | 244   |
| Cali 1971           | 105  | 73    | 40     | 218   |
| México 1975         | 117  | 82    | 48     | 247   |
| San Juan 1979       | 126  | 95    | 45     | 266   |
| Caracas 1983        | 137  | 92    | 56     | 285   |
| Indianápolis 1987   | 168  | 118   | 83     | 369   |
| Las Leñas 1990      | 4    | 2     | 5      | 11    |
| La Habana 1991      | 130  | 125   | 97     | 352   |
| Mar del Plata 1995  | 170  | 145   | 110    | 425   |
| Winnipeg 1999       | 106  | 110   | 79     | 295   |
| Santo Domingo 2003  | 117  | 80    | 73     | 270   |
| Río de Janeiro 2007 | 97   | 88    | 52     | 237   |
| Guadalajara 2011    | 92   | 79    | 65     | 236   |
| Toronto 2015        | 103  | 81    | 81     | 265   |
| Lima 2019           | 122  | 87    | 84     | 293   |
| Santiago 2023       | 124  | 75    | 87     | 286   |
| Total               | 2188 | 1617  | 1194   | 4999  |

## Juegos Panamericanos Junior

### Medallero
| Edición         | Oro | Plata | Bronce | Total |
| --------------- | --- | ----- | ------ | ----- |
| Cali-Valle 2021 | 47  | 29    | 38     | 114   |
| Asunción 2025   |     |       |        |       |
| Total           | 47  | 29    | 38     | 114   |